# Bienvenue chez les Huang
Bienvenue chez les Huang (Fresh Off the Boat) est une série télévisée américaine créée par Eddie Huang (en) et diffusée entre le 4 février 2015 et le 21 février 2020 sur le réseau ABC, et au Canada depuis le 3 juillet 2015 sur le service de streaming Shomi, et sur CHCH-DT à partir de la quatrième saison.
En Belgique, la série est disponible sur le service de vidéo à la demande Netflix. En France, elle est diffusée depuis le 11 décembre 2017 sur 6ter, depuis le 30 juillet 2018 sur W9, depuis le 7 avril 2020 sur M6 et en Belgique, à la télévision depuis le 6 avril 2018 sur Plug RTL.

## Synopsis
La série est adaptée du livre d'Eddie Huang Fresh Off The Boat qui retrace son adolescence aux États-Unis dans les années 1990. Né au sein d'une famille d'immigrants taïwanais de première génération, Eddie est accro à la culture américaine en général et au hip-hop en particulier. L'histoire commence quand sa famille déménage du Chinatown de Washington D.C. pour Orlando en Floride où son père a acheté un restaurant qui peine à trouver sa clientèle. Sa mère doit composer avec un voisinage très différent de ce qu'elle a connu jusque-là. Quant à Eddie il va devoir trouver ses marques dans son nouveau collège où il n'y a qu'un seul Asiatique : lui.

## Distribution

### Acteurs principaux
- Randall Park (VF : Thierry Kazazian) : Louis Huang
- Constance Wu (VF : Véronique Desmadryl) : Jessica Huang
- Ian Chen (en) (VF : Maryne Bertieaux) : Evan Huang
- Forrest Wheeler (VF : Soren Chouillet (saisons 1 à 4) puis Enzo Ratsito (saisons 5-6)) : Emery Huang
- Hudson Yang (en) (VF : Roman Chouillet) : Eddie Huang
- Lucille Soong (VF : Julie Carli) : grand-mère Huang (récurrente saison 1, principal saisons 2-6)
- Chelsey Crisp (VF : Pamela Ravassard) : Honey Ellis[9] (récurrente saison 1, principal saisons 2-6)
- Ray Wise (VF : Marc Bretonnière) : Marvin Ellis, mari de Honey (récurrent saisons 1 et 2, principal saisons 3-6)

### Acteurs récurrents
- Trevor Larcom (VF : Killian Millet) : Trent
- Evan Hannemann (VF : Kylian Trouillard) : Dave
- Prophet Bolden (VF : Théo Levasseur) : Walter
- Dash Williams (VF : Mathys Varaillon) : Brian
- Luna Blaise (VF : Kaycie Chase) : Nicole, la fille de Marvin
- David Goldman (en) (VF : Christophe Desmottes) : Principal Hunter
- Rachel Cannon (VF : Murielle Naigeon) : Deirdre
- Satcey Scowley (VF : Christèle Billault) : Carol-Joan
- Kimberly Crandall (en) (VF : Sybille Tureau) : Lisa
- Alex Quijano (VF : Jean-Philippe Pertuit) : Officier Bryson
- Nick Gore : Ned
- Isabella Alexander (VF : Claire Baradat) : Alison, petite-amie d'Eddie (saisons 2-6)
- Kathleen Rose Perkins (VF : Sybille Tureau) : Mey-Mey, co-animatrice de Good Morning Orlando (saisons 2-6)
- Ken Marino (VF : Olivier Cordina) : Gus, co-animateur de Good Morning Orlando (saisons 2-6)
- Luke Judy (VF : Alban Thuilier) : Zack (saisons 3-6)
- Matt Oberg (en) (VF : Philippe Valmont) : Matthew Chestnut (saisons 4-6)
- Angela Kinsey (VF : Josy Bernard) : Amy Chestnut (saisons 4-6)
- Zabeth Russell (VF : Mélody Dubos) : Jamie (saisons 4-6)
- Ming-Na : Elaine[10] (à partir de la saison 5)
- Reggie Lee : Julius[10] (saisons 5-6)
- Jimmy O. Yang (VF : Grégory Laisné) : Horace, fils d'Elaine et Julius[10] (saisons 5-6)

### Anciens acteurs récurrents
- Eddie Huang (en) (VF : Alexandre Nguyen) : Eddie Huang (voix off adulte, saison 1)
- Paul Scheer (en) (VF : Fabien Jacquelin) : Mitch (saisons 1 à 3)
- Jillian Armenante (VF : Ivana Coppola) : Nancy (saisons 1 à 3)
- Noel Gugliemi (VF : Gilles Morvan) : Hector (saisons 1 à 4)
- Brady Tutton (en) : Brock (saison 1)
- Connor Rosen : Bed-Wetter Doug (saison 1)
- Colleen Ryan : Amanda (saisons 1 à 4)
- Maria Bamford (en) (VF : Mélody Dubos) : Principale Thomas (saisons 1 et 2)
- Arden Myrin (VF : Valérie Nosrée) : Ashley Alexander (saison 1)
- Amanda Lund (da) (VF : Lucille Boudonnat) : Vanessa (saison 1)
- Sonya Eddy (en) (VF : Julie Carli) : Deb (saisons 1 à 4)
- Brooke Baumer (VF : Julie Carli) : Mme Uveda (saisons 1 à 3)
- Shu Lan Tuan : Grand-mère Chu (saison 1, invitée saison 4)
- Susan Park (VF : Geneviève Doang) : Connie Chen, sœur de Jessica (saisons 1 à 3)
- C. S. Lee (VF : Pierre Val) : Steve Chen, beau-frère de Jessica (saisons 1 et 2)
- Eric Edelstein (en) (VF : Antoine Fleury) : Jerry (saisons 2 et 3)
- Marlowe Peyton (en) (VF : Coralie Thuilier) : Reba (saisons 2 et 3)
- Matt Besser (en) (VF : Guillaume Bourboulon) : Richard (saison 3)
Version française
  - Société de doublage : Dub'Club[11],[12]
  - Direction artistique : Mélody Dubos[11],[12]
  - Adaptation des dialogues : Laurence Fattelay, Emeline Perego, Xavier Varaillon, Catherine Zitouni[12]

 Source et légende : version française (VF) sur RS Doublage et Doublage Séries Database

## Production

### Développement
Le 27 janvier 2014, ABC a officiellement commandé le pilote,.
Le 10 mai 2014, le réseau ABC annonce officiellement après le visionnage du pilote, la commande du projet de série.
Le 10 décembre 2014, ABC annonce la date de diffusion de la série au 4 février 2015,.
Le 7 mai 2015, ABC renouvelle la série pour une deuxième saison de 13 épisodes. ABC commande le 13 octobre suivant une saison complète de 22 épisodes. Puis mi-novembre 2015, la chaîne commande deux épisodes supplémentaires portant finalement la saison à 24 épisodes.
Le 3 mars 2016, ABC annonce le renouvellement de la série pour une troisième saison. Puis le 13 décembre 2016, ABC prolonge la saison d'un épisode supplémentaires portant finalement la saison à 23 épisodes.
Le 12 mai 2017, ABC annonce le renouvellement de la série pour une quatrième saison.
Le 11 mai 2018, ABC annonce le renouvellement de la série pour une cinquième saison.
Le 10 mai 2019, la série est renouvelée pour une sixième saison, qui est la dernière.

### Tournage
La série est tournée aux États-Unis, à Los Angeles en Californie.

### Fiche technique
- Titre original : Fresh Off the Boat
- Créateur : Nahnatchka Khan
- Réalisation : Lynn Shelton et Robert Cohen
- Scénario : Sanjay Shah
- Direction artistique :
- Décors : Liz Kay
- Costumes :
- Photographie : Brandon Mastrippolito
- Montage : Jeremy Cohen, Steve Edwards et Hugh Ross
- Musique : Craig Wedren
- Casting : Anya Colloff et Michael V. Nicolo
- Production exécutive : Jake Kasdan et Melvin Mar
- Société de production : 20th Century Fox Television, Fierce Baby Productions et The Detective Agency
- Sociétés de distribution : ABC
- Pays d'origine :  États-Unis
- Langue originale : anglais
- Format : couleur - 1,78:1 - son Dolby Digital
- Genre : Sitcom
- Durée : 22 minutes

 Sauf indication contraire, les informations mentionnées dans cette section peuvent être confirmées par la base de données cinématographiques IMDb,  présente dans la section « Liens externes ».

## Épisodes
| Saison | Saison | Épisodes | Diffusion originale | Diffusion originale | Diffusion française | Diffusion française |
| Saison | Saison | Épisodes | Début de saison     | Fin de saison       | Début de saison     | Fin de saison       |
| ------ | ------ | -------- | ------------------- | ------------------- | ------------------- | ------------------- |
|        | 1      | 13       | 4 février 2015      | 21 avril 2015       | 11 décembre 2017    | 14 décembre 2017    |
|        | 2      | 24       | 22 septembre 2015   | 24 mai 2016         | 14 décembre 2017    | 22 décembre 2017    |
|        | 3      | 23       | 11 octobre 2016     | 16 mai 2017         | 22 décembre 2017    | 29 décembre 2017    |
|        | 4      | 19       | 3 octobre 2017      | 20 mars 2018        | 7 octobre 2018      | 4 novembre 2018     |
|        | 5      | 22       | 5 octobre 2018      | 12 avril 2019       | 12 mai 2020         | 22 mai 2020         |
|        | 6      | 15       | 27 octobre 2019     | 21 février 2020     | Date inconnue       | Date inconnue       |

### Première saison (2015)
1. Famille, je vous aime (Pilot)
2. L'Addition s'il vous plait (The Shunning)
3. Voisins, Voisines (Home Sweet Home-School)
4. La Permanente du succès (Success Perm)
5. La Soirée pyjama (Persistent Romeo)
6. Maître Fajitas (Shaq Fu)
7. Dans le panneau (Showdown at the Golden Corral)
8. Mon nouveau meilleur ami (Phillip Goldstein)
9. N'abandonne jamais (License to Sell)
10. Un amour de jeunesse (Blind Spot)
11. Super superstition (Very Superstitious)
12. Et voilà le travail ! (Dribbling Tiger Bounce Pass Dragon)
13. Made in Chinamerica (So Chineez)

### Deuxième saison (2015-2016)
Elle a été diffusée du 22 septembre 2015 au 24 mai 2016 sur ABC, aux États-Unis.
1. Papa part en voyage d'affaires (Family Business Trip)
2. Le Cœur brisé (Boy II Man)
3. C'est qui le patron ? (Shaquille O'Neal's Motor)
4. Les Rois du bal (The Fall Ball)
5. Halloween tout risque (Miracle on Dead Street)
6. Good Morning Orlando (Good Morning Orlando)
7. Les Nouilles d'anniversaire (The Big 1 - 2)
8. Huangsgiving (Huangsgiving)
9. Madame Xing voit tout (We Done Son)
10. Toute la vérité sur le Père Noël (The Real Santa)
11. L'Année du Rat (Year of the Rat)
12. Les Nouveaux Romantiques (Love and Loopholes)
13. La Fièvre de l'Internet (Phil's Phaves)
14. Le Chang Gang (Michael Chang Fever)
15. Fuis-moi je te suis (Keep 'Em Separated)
16. À emporter sur place (Tight Two)
17. Le Petit Chef (Doing it Right)
18. Une équipe formidable (Week in Review)
19. Secrets, mensonges et trahisons (Jessica Place)
20. Histoires de famille (Hi, My Name Is...)
21. Maison à louer (Rent Day)
22. L'Art d'être soi (Gotta Be Me)
23. Le Discours qui déchire (The Manchurian Dinner Date)
24. Le Retour du frère (Bring the Pain)

### Troisième saison (2016-2017)
Elle a été diffusée du 11 octobre 2016 au 16 mai 2017 sur ABC, aux États-Unis.
1. Entre deux mondes (Coming from America)
2. Heureuse en ménage (Breaking Chains)
3. Pete Vampras et Jessichat (Louisween)
4. Aux urnes, citoyens ! (Citizen Jessica)
5. De père en fils (No Thanks-Giving)
6. Un sourire de Star (WWJD: What Would Jessica Do?)
7. Roméo + Juliette (The Taming of the Dads)
8. Les Fantômes de Noël (Where are the Giggles?)
9. L'Amour au premier regard (How to Be an American)
10. Un moment de solitude (The Best of Orlando)
11. Table rase (Clean Slate)
12. Quand on ne peut pas voir sa sœur en peinture (Sisters Without Subtext)
13. Premier baiser (Neighbors with Attitude)
14. Mieux vaut prendre des gants (The Gloves Are Off)
15. Silence, on tourne ! (Living While Eddie)
16. L'Esprit de compétition (Gabby Goose)
17. Un week-end entre hommes (The Flush)
18. Liberté chérie (Time to Get Ill)
19. Souvenirs, souvenirs (Driving Miss Jenny)
20. Le Dépassement de soi (The Masters)
21. Tout le monde mérite une seconde chance (Pie vs. Cake)
22. Projets de vie (1/2) (This Is Us)
23. Projets de vie (2/2) (This Isn't Us)

### Quatrième saison (2017-2018)
Elle a été diffusée du 3 octobre 2017 au 20 mars 2018.
1. La Roue de la fortune (B as in Best Friends)
2. La Malédiction de l'année du buffle (First Day)
3. Nos enfants chéris (Kids)
4. Les Caïds (It’s a Plastic Pumpkin, Louis Huang)
5. Quatre enterrements et un mariage (Four Funerals and a Wedding)
6. Une équipe hors du commun (A League of Her Own)
7. Le Blues de Thanksgiving (The Day After Thanksgiving)
8. Le crime était presque parfait (The Vouch)
9. Bad boys (Slide Effect)
10. Le Mauvais Esprit de Noël (Do You Hear What I Hear ?)
11. La croisière s'amuse (Big Baby)
12. Entre potes (Liar Liar)
13. Quinze ans de réflexion (The Car Wash)
14. Tu seras un homme mon fils (A Man to Share the Night With)
15. L'Élève du mois (We Need to Talk About Evan)
16. La chance doit tourner (Ride the Tiger)
17. Je t'aime comme un frère mon frère (Let Me Go, Bro)
18. Yin et Yang (Measure Twice, Cut Once)
19. Stephen King forever (King in the North)

### Cinquième saison (2018-2019)
Elle a été diffusée du 5 octobre 2018 au 12 avril 2019.
1. Réunion dans la voiture (Fresh Off the RV)
2. 30 jours et 30 nuits (The Hand that Sits the Cradle)
3. Aux frontières d'Halloween (Working the 'Ween)
4. Zéro de conduite (Driver's Eddie)
5. Nos nouveaux voisins (Mo' Chinese Mo' Problems)
6. Passionnément (Sub Standard)
7. Humour et râteau (Where Have All the Cattlemen Gone?)
8. Par tradition (Cousin Eddie)
9. Le câlin du pingouin (Just the Two of Us)
10. La vie n'est pas une comédie romantique (You've Got a Girlfriend)
11. Tout est permis (Driver's Eddie 2: Orlando Drift)
12. Légendes d'automne (Legends of the Fortieth)
13. La stratégie du mah-jong (Grand-Mahjong)
14. Le grand frisson de l'amour (Cupid's Crossbow)
15. Fait comme un rat (Be a Man)
16. Trop bien pour toi (Trentina)
17. Les bottes secrètes (These Boots Are Made for Walkin)
18. Vivement la retraite ! (Rancho Contento)
19. Vice-maman (Vice Mommy)
20. Le clan des intellos (Nerd Watching)
21. Un seul être vous manque (Under the Taipei Sun)
22. Aucune excuse (No Apology Necessary)

### Sixième saison (2019-2020)
Cette dernière saison de quinze épisodes est diffusée du 27 septembre 2019 au 21 février 2020.
1. Petit Evan deviendra grand (Help Unwanted ?)
2. En attendant le bug (College)
3. Joyeuse retraite (Mama's Boy)
4. Belle mère belle fille (Smothers)
5. Hal Louis Ween (Hal Lou Ween)
6. Le nouveau chapitre de ma vie (Chestnut Garden)
7. Mon père ce super héros (Practicuum ?)
8. Toi Mère Indigne (Too Much Integrity)
9. Louis veut gagner des millions (Lou Wants to Be A Millionaire)
10. Un Noël parfait (Jessica's Town)
11. Mathlète au carré (A Seat at the Table)
12. Royal Motel (The Magic Motor Inn)
13. Maman et moi (Mommy and Me)
14. L'exp Eddie-Tion (Family Van)
15. Houston, on a un génie (Commencement)

## Audiences

### Aux États-Unis
Le mercredi 4 février 2015, ABC diffuse les deux premiers épisodes qui réunissent respectivement 7,94 millions de téléspectateurs avec un taux de 2,5 % sur les 18/49 ans, et 7,43 millions de téléspectateurs avec un taux de 2,3 % sur les 18/49 ans, soit un lancement convenable. Ensuite les épisodes suivants diffusés sur leur case régulière du mardi réunissent entre 6 et 5 millions de télespectateurs pour réunir en moyenne 5,4 millions de fidèles.
Le mardi 22 septembre 2015, la série revient pour une deuxième saison, devant 6,05 millions de téléspectateurs et un taux de 1,9% sur les 18/49 ans soit un retour inférieur à la première mais supérieur à la moyenne de la saison précédente. Puis les dix premiers épisodes diffusés durant l'automne ont oscillé autour des 4 millions de fidèles avec un creux à 3,66 millions lors du neuvième épisode. Pour sa reprise la série revient devant 5,19 millions de téléspectateurs. La deuxième saison réunit en moyenne 4,40 millions de fidèles soit un retrait d'un million de fidèles par rapport à la première saison.
| Saison | Nombre d'épisodes | Jour et heure de diffusion | Diffusion originale sur ABC | Diffusion originale sur ABC | Année     | Audience moyenne (en millions) | Audience moyenne (en millions) | Audience moyenne (en millions) |
| Saison | Nombre d'épisodes | Jour et heure de diffusion | Début de saison             | Fin de saison               | Année     | Première                       | Finale                         | Moyenne                        |
| ------ | ----------------- | -------------------------- | --------------------------- | --------------------------- | --------- | ------------------------------ | ------------------------------ | ------------------------------ |
| 1      | 13                | Mardi 20 h                 | 4 février 2015              | 21 avril 2015               | 2015      | 7.94                           | 5.08                           | 5.40                           |
| 2      | 24                | Mardi 20 h 30              | 22 septembre 2015           | 24 mai 2016                 | 2015-2016 | 6,05                           | 4,88                           | 4,40                           |
| 3      | 23                | Mardi 21 h                 | 11 octobre 2016             | 16 mai 2017                 | 2016-2017 | 5,03                           | 3,55                           | 3,90                           |
| 4      | 19                | Mardi 20 h                 | 11 octobre 2016             | 20 mars 2018                | 2017-2018 | 4,51                           | 3,61                           | 3,90                           |
| 5      | 22                | Vendredi 20 h              | 5 octobre 2018              | 12 avril 2019               | 2018-2019 | 2,85                           | 3,08                           | 3,10                           |
| 6      | 15                | Vendredi 20 h              | 27 septembre 2019           | 21 février 2020             | 2019-2020 |                                |                                |                                |

## Réception critique
Fresh Off the Boat est bien reçue par la critique avec un score de 75/100 sur le site Metacritic et plus de 88% d'avis favorables sur le site Rotten Tomatoes.

## Nominations et récompenses
La série, plusieurs acteurs et l'équipe technique ont été nommés ou récompensés.
| Année | Travail nommé | Catégorie                        | Résultat   |
| ----- | ------------- | -------------------------------- | ---------- |
| 2015  | Constance Wu  | Meilleure actrice dans une série | Nomination |
| 2016  | Randall Park  | Meilleur acteur dans une série   | Nomination |
| 2016  | Constance Wu  | Meilleure actrice dans une série | Nomination |
| 2018  | Randall Park  | Meilleur acteur dans une série   | Nomination |
| 2018  | Constance Wu  | Meilleure actrice dans une série | Nomination |

| Année | Travail nommé                          | Catégorie                                                                   | Résultat |
| ----- | -------------------------------------- | --------------------------------------------------------------------------- | -------- |
| 2015  | Kim Crabb, Stevie Nelson, Carole Segal | Équipe de lieu de tournage de l'année - programme télévisé d'une demi-heure | Lauréat  |

| Année | Travail nommé | Catégorie                                | Résultat   |
| ----- | ------------- | ---------------------------------------- | ---------- |
| 2015  | Constance Wu  | Meilleure actrice dans un rôle principal | Nomination |
| 2016  | Constance Wu  | Meilleure actrice dans un rôle principal | Nomination |

| Année | Travail nommé | Catégorie                                      | Résultat   |
| ----- | ------------- | ---------------------------------------------- | ---------- |
| 2016  | Hudson Yang   | Meilleure performance jeunesse à la télévision | Nomination |
| 2017  | Hudson Yang   | Meilleure performance jeunesse à la télévision | Nomination |

| Année | Travail nommé            | Catégorie                     | Résultat   |
| ----- | ------------------------ | ----------------------------- | ---------- |
| 2017  | Bienvenue chez les Huang | Meilleure histoire américaine | Nomination |

| Année     | Travail nommé | Catégorie                                                | Résultat   |
| --------- | ------------- | -------------------------------------------------------- | ---------- |
| 2015      | Constance Wu  | Meilleure prestation individuelle dans une série comique | Nomination |
| 2016 (en) | Constance Wu  | Meilleure prestation individuelle dans une série comique | Nomination |

| Année | Travail nommé            | Catégorie         | Résultat   |
| ----- | ------------------------ | ----------------- | ---------- |
| 2015  | Bienvenue chez les Huang | Meilleure comédie | Nomination |

| Année | Travail nommé                          | Catégorie                                              | Résultat   |
| ----- | -------------------------------------- | ------------------------------------------------------ | ---------- |
| 2016  | Luna Blaise                            | Meilleure actrice dans une série télévisée             | Lauréat    |
| 2016  | Hudson Yang, Forrest Wheeler, Ian Chen | Meilleur groupe dans une série télévisée               | Lauréat    |
| 2016  | Laura Krystine                         | Meilleure actrice invitée dans une série télévisée     | Nomination |
| 2016  | Ian Chen                               | Meilleur second rôle masculin dans une série télévisée | Nomination |
| 2017  | Trevor Larcom                          | Meilleur acteur dans une série télévisée               | Lauréat    |

| Année | Travail nommé | Catégorie                                      | Résultat   |
| ----- | ------------- | ---------------------------------------------- | ---------- |
| 2016  | Trevor Larcom | Meilleur jeune acteur dans une série télévisée | Nomination |